# Ballonnet
Un ballonnet est un ballon faisant partie, avec une série d'autres ballons identiques, de la structure des dirigeables souples, avec le rôle de maintien du profil de la carène malgré les déperditions de gaz, tout en permettant la modification de la sustentation selon la pression du gaz qu'ils contiennent.

Cellules de gaz du LZ 127 Graf Zeppelin : l'hydrogène est en rose, et le gaz d'éclairage en bleu.

Cette conception permet de limiter les risques en cas de fuite ou de déchirure. Ainsi, le LZ 129 Hindenburg, contenait 16 ballonnets pour un volume total de 200 000 m3.
Ces ballonnets peuvent être faits dans différentes matières : baudruche, chemisés d'une solution gélatineuse (dirigeable américain USS Akron).

## Dans la culture
Dans son roman de 1863 Cinq Semaines en ballon, Jules Verne présente l'utilisation d'un ballonnet intérieur contenu dans une enveloppe extérieure comme l'invention permettant aux protagonistes de maîtriser leur altitude tout en se protégeant du risque de déchirure.